# Heureux comme Lazzaro
Pour plus de détails, voir Fiche technique et Distribution.
Heureux comme Lazzaro (Lazzaro felice) est un film dramatique italien écrit et réalisé par Alice Rohrwacher, sorti en 2018. Le film est en sélection officielle au festival de Cannes 2018 et reçoit le prix du scénario.
Le film, structuré en deux parties, fait directement référence à la résurrection de Lazare.

## Synopsis
À l’Inviolata, un hameau agricole du Latium resté à l’écart du monde et du modernisme, règne la marquise Alfonsina de Luna. Elle vit dans une demeure décrépite et impose à 54 paysans, hommes, femmes et enfants, un servage de type médiéval à la technologie rudimentaire, et assume ouvertement cet esclavage avec l'aide zélée d'un comptable malhonnête, au prétexte que le peuple accepte la soumission. Lazzaro, un jeune paysan naïf et plein de bonté, lui aussi exploité par ses pairs, travaille dur sans protester. Il rencontre Tancredi, fils d'Alfonsina, jeune noble arrogant qui s’ennuie dans ce monde autarcique. Par jeu, Tancredi organise son propre enlèvement en demandant une rançon à sa mère pour fuir vers la ville. L'aide de Lazzaro à Tancredi scelle leur amitié.
Alors que Lazzaro chute d'une falaise et qu'il se trouve en présence d'un loup protecteur, la police italienne découvre l'escroquerie de la marquise, ce qui provoque un grand scandale régional sur l'esclavage moderne. Les familles de paysans sont libérées et les autorités promettent de les réinsérer dans la société urbaine voisine. Lazzaro se réveille de son accident, retrouve l'Inviolata abandonnée de ses occupants et part à la recherche des siens et de Tancredi. Quand il les retrouve dans un bidonville, se livrant à de petits larcins pour survivre, ils ont vieilli de 30 ans alors que lui est resté jeune.

## Fiche technique
- Titre original : Lazzaro felice
- Titre français : Heureux comme Lazzaro
- Réalisation : Alice Rohrwacher
- Scénario : Alice Rohrwacher
- Musique : Piero Crucitti
- Photographie : Hélène Louvart
- Montage : Nelly Quettier
- Pays de production :  Italie,  France,  Suisse,  Allemagne
- Langue originale : italien
- Format : couleur, KODAK Super 16mm[3]
- Genre : drame
- Durée : 130 minutes
- Dates de sortie
  - France : 13 mai 2018 (Festival de Cannes) ; 7 novembre 2018 (sortie nationale)
  - Italie : 31 mai 2018

## Distribution
- Adriano Tardiolo (VFC : Thomas Aussenac) : Lazzaro
- Agnese Graziani : Antonia jeune
- Alba Rohrwacher (VFC : Magali Mestre) : Antonia adulte
- Luca Chikovani (VFC : Julien Chettle) : Tancredi De Luna jeune
- Tommaso Ragno (VFC : Michaël Rudy Cermeno) : Tancredi De Luna adulte
- Sergi López (VFC : lui-même) : Ultimo, le cambrioleur
- Nicoletta Braschi (VFC : Marianne Chettle) : la marquise Alfonsina De Luna
- Natalino Balasso (VFC : Éric Bonicatto) : Nicola
- Luciano Vergaro (VFC : Philippe Mijon) : Catirre adulte
- Iris Pulvano (VFC : Sylvie Santelli) : Natalina adulte
- Carlo Tarmati : Carletto, le comptable de la marquise
- Pasqualina Scuncia : la bonne sœur
- Ettore Scarpa : Maresciallo

## Accueil

### Accueil critique
À l'international, le film a convaincu la critique, recueillant 89 % de critiques favorables, avec un score moyen de 7,8⁄10 et sur la base de 75 critiques collectées, sur le site Rotten Tomatoes. Sur le site Metacritic, il obtient un score de 87⁄100, sur la base de 27 critiques collectées.
En France, le site Allociné lui attribue une moyenne de 3,4 étoiles sur 5 à partir de l'interprétation des critiques de presse recensées. Parmi les bonnes critiques, la revue spécialisée Les Fiches du cinéma qualifie le film d'« étonnant chef-d’œuvre » par le fait qu'il arrive à « atteindre des sommets apicaux de douceur et de dureté mêlées, avec une limpidité de parabole et une emprise sur le réel d’une prégnance étourdissante ». Emily Barnett de Marie Claire se félicite que la réalisatrice arrive à faire réfléchir en posant « une réflexion sur l'argent et les systèmes de domination ». Télérama, sous la plume de Jacques Morice, loue la personnalité du personnage principal « un simple d’esprit d’une infinie bonté, imperturbable héros » et la diversité des sujets abordés dans le long métrage que sont « l’injustice, la servilité, la dignité ».
Plus mitigé, Baptiste Thion pour Le Journal du dimanche, évoque « quelques passages à vide au début » mais est conquis par le résultat final en particulier par la « sensibilité, sa poésie classique et particulière, son empathie pour les laissés-pour-compte ». Libération, représenté par Jérémy Piette, évoque la moralité du film qui semble être « dans un contre-mouvement ou un acte manqué » en reprochant à l’œuvre de se concentrer sur le « passé pourtant vicié qu’à embrasser tout simplement le présent ».
Du côté des critiques négatives, Gaël Golhen de Première caractérise le long métrage comme « un manifeste un peu trop appuyé sur la décroissance où le style pseudo-documentaire a remplacé la clarté lumineuse » ainsi que Alice Rohrwacher « semble paumée » sur la personnalité de Lazzaro. La rédaction du journal Le Figaro évoque « le propos est sans équivoque dans le film : tout cet esclavage moderne est la faute des banques. Comme c'est une fable, il faut bien un loup ».

### Box-office
Lors de son exploitation, le film a rapporté 1 561 024 US$ au box-office mondial. Heureux comme Lazzaro a réalisé, sur le sol français, 91 128 entrées pour une combinaison maximum de 97 salles.

## Distinctions
- Festival de Cannes 2018 : Prix du scénario.
- Festival international du film de Catalogne 2018 : Prix spécial du jury[9].